# Флаг Щёлкова
Флаг муниципального образования городское поселение Щёлково Щёлковского муниципального района Московской области Российской Федерации — опознавательно-правовой знак, служащий официальным символом муниципального образования.
Утверждён 11 апреля 2007 года и внесён в Государственный геральдический регистр Российской Федерации с присвоением регистрационного номера 4564.
19 января 2011 года, решением Совета депутатов городского поселения Щёлково № 20/4, решение от 11 апреля 2007 года было признано утратившим силу и утверждено новое положение. Описание было незначительно изменено, рисунок остался без изменений.

## Описание флага
Описание, утверждённое решением № 36/3 от 11 апреля 2007 года:
«Флаг представляет собой прямоугольное синее полотнище с отношением ширины к длине 2:3, несущее фигуры герба, воспроизведённые со смещением к древку в белых и жёлтых цветах: три стилизованных ткацких челнока, соединённых лентой и над ними три звезды».
Описание, утверждённое решением № 20/4 от 19 января 2011 года:
«Прямоугольное синее двустороннее полотнище с отношением ширины к длине 2:3, несущее фигуры герба, воспроизведённые со смещением к древку белым и жёлтым цветом: три стилизованных ткацких челнока, соединённых лентой и над ними три звезды».

## Символика флага
Составлен на основании герба городского поселения Щёлково по правилам и соответствующим традициям вексиллологии и отражает исторические, культурные, общественные, национальные и другие местные традиции.
Три жёлтых (золотых) ткацких челнока и белая (серебряная) лента символизируют шёлкоткацкое производство, принёсшее известность городу. Ещё в XIX веке здесь уже были «многие шёлковые фабрики».
Жёлтый цвет (золото) символизирует богатство, стабильность, уважение, интеллект.
Шёлковая лента и челноки своими очертаниями напоминают букву «Щ» — первую букву в названии города.
Белая лента аллегорически показывает реку Клязьму, на берегах которой расположен город Щёлково.
Три белые звезды, расположенные вверху щита, аллегорически указывают на расположенный здесь Звёздный городок. На его территории находятся Центр подготовки космонавтов и одноимённый музей. Музей Центра подготовки космонавтов — один из крупнейших в мире хранилищ документов и материалов по истории пилотируемой космонавтики. Три звезды также символизируют Троицкую церковь.
Звезда традиционно символизирует путеводность, возвышенные устремления, движение вперёд.
Белый цвет (серебро) символизирует чистоту, совершенство, мир, взаимопонимание.
Синий цвет лазурь символизирует честь, благородство, духовность, небесные просторы.

## Авторы флага
Авторская группа флага Щёлково та же, что и у герба Щёлково.
- идея флага: Сергей Савельев, Константин Фёдорович Мочёнов, Олег Агафонов,
- обоснование символики: Кирилл Викторович Переходенко,
- компьютерный дизайн: Оксана Григорьевна Афанасьева.